# پل بیرچر
پل بیرچر (انگلیسی: Paul Bircher; ۱۱ دسامبر ۱۹۲۸ – ۶ اکتبر ۲۰۱۹) قایقران روئینگ اهل بریتانیا بود.